# Comerciante

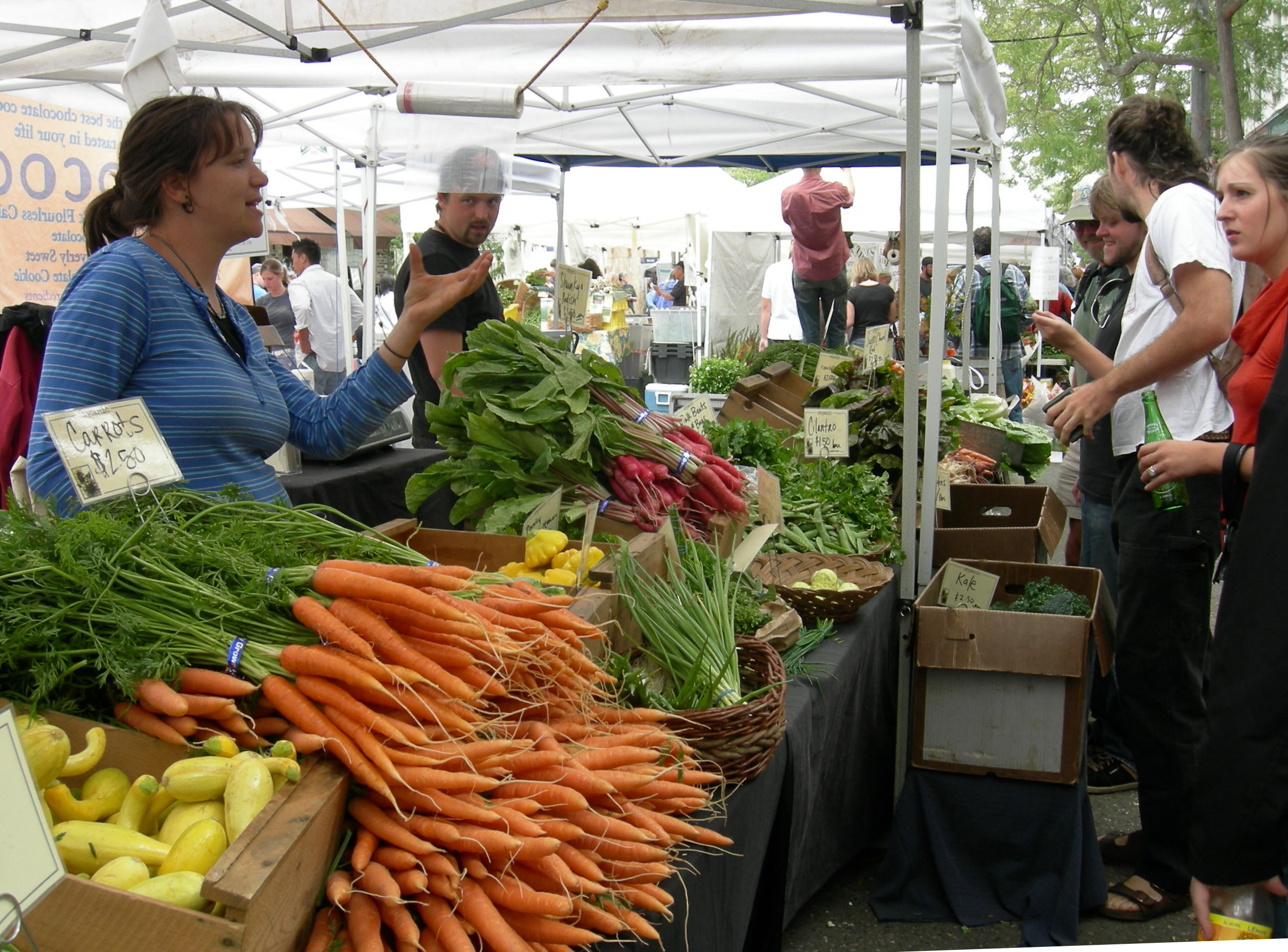
Comerciantes de verdura en un mercado de Seattle, EE. UU.

Un comerciante es la persona que se dedica habitualmente al trabajo que también ayuda en la economía. También se denomina así al propietario de un establecimiento de comercio. En derecho mercantil, el término comerciante hace alusión a su materia de estudio subjetiva, es decir, a las personas que son objeto de regulación específica por esta rama del Derecho. En este sentido, son comerciantes las personas que, de manera habitual, se ocupan en alguna de las actividades que la ley considera mercantiles («actos de comercio»). La habitualidad constituye un elemento esencial de la definición: no toda persona que realice un acto de comercio ocasional (por ejemplo, quien compra en una tienda) se constituye en comerciante, sino que solo es considerado comerciante desde la perspectiva del Derecho Mercantil quien se dedique al comercio de forma habitual.

## Regulación por países

### Unión Europea
La libertad de establecimiento y la libertad de prestación de servicios están consagradas en los artículos 43 y 49 del Tratado de la Comunidad Europea:
- Art. 43 TCE:

En el marco de las disposiciones siguientes, quedarán prohibidas las restricciones a la libertad de establecimiento de los nacionales de un Estado miembro en el territorio de otro Estado miembro.

Dicha prohibición se extenderá igualmente a las restricciones relativas a la apertura de agencias, sucursales o filiales por los nacionales de un Estado miembro establecidos en el territorio de otro Estado miembro.

La libertad de establecimiento comprenderá el acceso a las actividades no asalariadas y su ejercicio, así como la constitución y gestión de empresas y, especialmente, de sociedades, tal como se definen en el párrafo segundo del artículo 54, en las condiciones fijadas por la legislación del país de establecimiento para sus propios nacionales, sin perjuicio de las disposiciones del capítulo relativo a los capitales.

- Artículo 49,1 TCE:

En el marco de las disposiciones siguientes, quedarán prohibidas las restricciones a la libre prestación de servicios dentro de la Unión para los nacionales de los Estados miembros establecidos en un Estado miembro que no sea el del destinatario de la prestación.

Estos principios fueron desarrollados en el ámbito comunitario mediante la Directiva 2006/123/CE, del Parlamento y el Consejo, relativa a los Servicios en el Mercado Interior (conocida habitualmente como «Directiva Bolkestein», por haber sido Frits Bolkestein, comisario de Mercado Interior, su proponente en 2004; o también denominada Directiva de Servicios, cuyo ámbito de aplicación objetivo está constituido, de conformidad con el artículo 50 del Tratado de la Comunidad Europea, por las siguientes actividades:
- Las actividades de carácter industrial;
- Las actividades de carácter mercantil;
- Las actividades artesanales;
- Las actividades propias de las profesiones liberales.

La Directiva de Servicios (DS) regula todas las acciones que los Estados miembros deberán implantar para simplificar los trámites y autorizaciones para constituir una empresa y ejercer una actividad empresarial, bajo los principios de libertad de establecimiento y libre prestación de servicios, y enumera las únicas excepciones que pueden prever los Estados miembros a estos principios.

#### España

##### Condición de comerciante y capacidad para comerciar
En España, el Código de Comercio, en su artículo primero, determina que son comerciantes, para los efectos de dicho Código:
- Los que, teniendo capacidad legal para ejercer el comercio, se dedican a él habitualmente;
- Las compañías mercantiles o industriales que se constituyen conforme a este Código.[3]
- Las estrategias que usarías en el comercio hacen alusión a su materia de estudio subjetiva.

Por lo tanto, son comerciantes todas las compañías mercantiles e industriales constituidas conforme al Código de Comercio (en definitiva, todas las sociedades mercantiles: sociedades anónimas, de responsabilidad limitada, colectivas, comanditarias, comanditarias por acciones, etc.), así como todas las personas físicas que, teniendo capacidad legal para ejercer el comercio, se dediquen a él habitualmente.
En cuanto a las personas físicas, tienen capacidad legal para ejercer el comercio las personas mayores de edad y que tengan la libre disposición de sus bienes. Por el contrario, no podrán ejercer el comercio ni tener cargo ni intervención directa administrativa o económica en compañías mercantiles o industriales:
- Las personas que sean inhabilitadas conforme a la Ley Concursal mientras no haya concluido el período de inhabilitación fijado en la sentencia de calificación del concurso;[5]
- Los que, por leyes o disposiciones especiales, no puedan comerciar.[6]

Conforme al Código de Comercio, y sin perjuicio de lo dispuesto en leyes especiales, no podrán comerciar:
- Los Magistrados, Jueces y funcionarios del Ministerio Fiscal en servicio activo. Esta disposición no será aplicable a los Alcaldes, Jueces y Fiscales municipales ni a los que accidentalmente desempeñen funciones judiciales o fiscales
- Los Jefes gubernativos, económicos o militares de distrito, provincias o plazas;
- Los empleados en la recaudación y administración de fondos del Estado, nombrados por el Gobierno, exceptúanse los que administren y recauden por asiento, y sus representantes;
- Los Agentes de Cambio y Corredores de Comercio, de cualquier clase que sean;
- Los que por leyes o disposiciones especiales no puedan comerciar en determinado territorio.

Comerciante, en definitiva, para el Código de Comercio, es cualquier persona física que ejercite el comercio (la provisión de bienes y servicios a terceros con carácter habitual y oneroso) que tenga capacidad para comerciar y no esté sujeta a prohibición para comerciar conforme a lo dispuesto en el Código de Comercio o en una ley especial, o cualquier persona jurídica constituida bajo una forma mercantil, independientemente de su objeto social.

##### Ejercicio de la actividad comercial
El ejercicio de una actividad comercial no está sujeto a ningún requisito específico distinto al que podría exigir el ejercicio de cualquier otra actividad. En este sentido, el artículo 4.1 de la Ley 17/2009, sobre el libre acceso de las actividades de servicio y su ejercicio, establece literalmente que «los prestadores [de servicios] podrán establecerse libremente en territorio español para ejercer una actividad de servicios, sin más limitaciones que las establecidas de acuerdo con lo previsto en esta Ley», mientras que el apartado 2 del mismo artículo establece que «cualquier prestador establecido en España que ejerza legalmente una actividad de servicios podrá ejercerla en todo el territorio nacional».
De acuerdo con el 3.1 de la citada Ley 17/2009, servicio es «cualquier actividad económica por cuenta propia, prestada normalmente a cambio de una remuneración, contemplada en el artículo 50 del Tratado de la Comunidad Europea». El artículo 50 del Tratado de la Comunidad Europea, establece que son actividades de servicios las siguientes:
- las actividades de carácter industrial;
- las actividades de carácter mercantil;
- las actividades artesanales;
- las actividades propias de las profesiones liberales.

Es decir, una actividad de servicio es cualquier actividad de carácter industrial, mercantil, artesanal o profesional remunerada y por cuenta propia, lo que equivale a la tradicional definición de acto de comercio en el Derecho Mercantil español. Las prestaciones de servicios, o lo que es lo mismo, la ejecución de actos de comercio con carácter habitual, o dicho de otro modo, la actividad empresarial, resulta en consecuencia de libre acceso en España en todo el territorio nacional, sin más limitaciones que las que se pudieren establecer en la citada Ley 17/2009. Todo ello resulta coherente con el reconocimiento constitucional de la libertad de empresa, del mandato implícito para la liberalización de los servicios contenido en los artículos 52 a 54 del Tratado de la Comunidad Europea, y de la garantía de la libertad de empresa recogida en el artículo 16 de la Carta de Derechos Fundamentales de la Unión Europea.
Los extranjeros y las compañías constituidas en el extranjero podrán ejercer el comercio en España con sujeción a las Leyes de su país, en lo que se refiera a su capacidad para contratar, y a las disposiciones del Código de Comercio, en todo cuanto concierna a la creación de sus establecimientos dentro del territorio español, a sus operaciones mercantiles y a la jurisdicción de los Tribunales de la nación. En particular, los comerciantes (personas físicas o jurídicas) de otros países de la Unión Europea, están sujetos al artículo 12.1 de la Ley 17/2009, conforme al cual «los prestadores establecidos en cualquier otro Estado miembro podrán prestar servicios en territorio español en régimen de libre prestación sin más limitaciones que las establecidas de acuerdo con lo previsto en esta Ley». En este sentido, y respecto a las personas físicas y jurídicas de terceros países de la UE, resultan aplicables los principios generales de libertad de establecimiento y de prestación de servicios consagrados en los artículos 43 y 49 del Tratado de la Comunidad Europea, que traspone la Directiva de Servicios.
España llevó a cabo la transposición a su ordenamiento interno de la Directiva de Servicios a través de la promulgación de la Ley 17/2009, de 23 de noviembre, sobre el libre acceso a las actividades de servicios y su ejercicio. De conformidad con dichos principios, las actividades de servicio (es decir, empresariales o, tradicionalmente, de comercio), no podrán estar sujetas a autorización, salvo excepcionalmente y cuando se cumplan las siguientes condiciones:
- no discriminación;
- necesidad: el régimen de autorización deberá estar justificado por una «razón imperiosa de interés general»;
- proporcionalidad.

La Administración, no obstante, podrá sujetar el ejercicio de cualquier actividad de comercio (empresarial) al cumplimiento de una obligación de previa comunicación o de declaración responsable. Con carácter general, salvo las excepciones previstas en la Ley, toda actividad cuya realización esté condicionada a la previa obtención de una autorización, o la realización de una comunicación o declaración responsable previa, podrá ejercitarse con carácter indefinido en todo el territorio nacional.
En cualquier caso, cualesquiera requisitos a los que se supedite el acceso a una actividad de servicios o su ejercicio deberán ajustarse a los siguientes criterios:
a) no ser discriminatorios;
b) estar justificados por una razón imperiosa de interés general;
c) ser proporcionados a dicha razón imperiosa de interés general;
d) ser claros e inequívocos;
e) ser objetivos;
f) ser hechos públicos con antelación;
g) ser transparentes y accesibles.
En ningún caso estos requisitos podrán basarse en la nacionalidad del prestador de los servicios, podrán prohibir al prestador estar establecido en varios Estados miembros de la UE, podrán obligar al prestador a tener su establecimiento principal en territorio español, podrán exigir condiciones de reciprocidad con otro Estado miembro de la UE, podrán supeditar la prestación del servicio al cumplimiento de cualquier requisito de naturaleza económica, podrán exigir la intervención directa o indirecta de competidores dentro del procedimiento de autorización, podrán exigir la constitución de garantías o suscripción de seguros con una entidad establecida en territorio español, o, por último, podrán exigir haber prestado la misma actividad con anterioridad en territorio español o haber estado inscrito en cualquier registro al efecto.

##### Obligaciones genéricas del comerciante
Sin perjuicio de la aplicación de la Ley 17/2009, en cuanto a la exigibilidad a determinadas actividades de comercio específicas de requisitos y condiciones adicionales, el ejercicio de la actividad de comerciante (es decir, de la actividad empresarial) con carácter habitual en territorio español exige, el cumplimiento de determinados requisitos genéricos:
- Comerciante naviero individual, conforme al artículo 19 del Código de Comercio. Asimismo, los empresarios obligados a la inscripción deberán hacer constar en toda su documentación, correspondencia, notas de pedido y facturas, el domicilio y los datos identificadores de su inscripción en el Registro Mercantil. Las sociedades mercantiles y demás entidades harán constar, además, su forma jurídica y, en su caso, la situación de liquidación en que se encuentren. Si mencionan el capital, deberá hacerse referencia al capital suscrito y al desembolsado.[22]
- Llevar una contabilidad ordenada que permita el seguimiento cronológico de todas sus operaciones, y elaborar periódicamente balances e inventarios. Al menos, deberán llevar un Libro de Inventario y Cuentas Anuales y un Libro Diario.[23]
- Si el comerciante es una sociedad mercantil, deberá asimismo llevar un libro o libros de actas en los que hagan constar todos los acuerdos tomados por colegiados de la sociedad.[24]
- Presentar los libros que obligatoriamente haya de llevar ante el Registro Mercantil para su legalización.[25]
- Conservar los libros, correspondencia, documentación y justificantes concernientes a su negocio, debidamente ordenados, durante seis años.[26]
- Formular, al cierre del ejercicio, sus cuentas anuales, que formarán una unidad y comprenderán el balance, la cuenta de pérdidas y ganancias, un estado que refleje los cambios en el patrimonio neto del ejercicio, un estado de flujos de efectivo[27] y la memoria.[28]
- Las sociedades anónimas, de responsabilidad limitada, comanditarias por acciones y de garantía recíproca y fondos de pensiones, entre otras, deberán depositar sus cuentas anuales en el Registro Mercantil.[29]
- Someter las cuentas anuales a auditoría en los supuestos legales en los que la sociedad esté obligada a ello.
- Solicitar el alta en el Censo de Obligados Tributarios dependiente del Ministerio de Economía y Hacienda, y obtener, incluso para el caso de personas o entidades no establecidas en territorio español, un Número de Identificación Fiscal (NIF).[30]

### México
En México, el Código de Comercio menciona literalmente en su artículo tercero quiénes son comerciantes:
- I.- Las personas que, teniendo capacidad legal para ejercer el comercio, hacen de él su ocupación ordinaria (dos características: capacidad y ejercicio habitual de comercio)
- II.- Las sociedades constituidas con arreglo a las leyes mercantiles (sociedades mercantiles nacionales)
- III.- Las sociedades extranjeras o las agencias y sucursales de estas, que dentro del territorio nacional ejerzan actos de comercio (sociedades mercantiles extranjeras)

Siguiendo lo establecido, se puede clasificar a los comerciantes en:
- comerciantes personas físicas
- sociedades mercantiles:
  - sociedades mercantiles nacionales
  - sociedades mercantiles extranjeras

El artículo 12 del código de comercio mexicano establece de manera expresa quiénes están imposibilitados para ejercer el comercio:
- I.- Los corredores
- II.- Los quebrados que no hayan sido rehabilitados
- III.- Los que por sentencia ejecutoriada hayan sido condenados por delitos contra la propiedad, incluyendo en estos la falsedad, el peculado, el cohecho y la conclusión

Según el artículo 16 del código de comercio mexicano vigente, todos los comerciantes, por el hecho de serlo, están obligados:
- I.- Se deroga
- II.- A la inscripción, en el Registro público de comercio, de los documentos cuyo tenor y autenticidad deben hacerse notorios
- III.- A mantener un sistema de contabilidad
- IV.- A la conservación de la correspondencia que tenga relación con el giro del comerciante

### Uruguay
La definición legal de comerciante está contenida en el artículo 1.º del Código de Comercio, con arreglo al cual:
«La ley reputa comerciante a todos los que, teniendo capacidad legal parar contratar y estando inscriptos en la matrícula de comerciantes, ejercen de cuenta propia actos de comercio, haciendo de ello su profesión habitual».

## Obligaciones de un comerciante
Es obligación de todo comerciante:
- Matricularse en el registro mercantil.
- Inscribir en el registro mercantil todos los actos, libros y documentos respecto los cuales la ley exige esa formalidad.
- Llevar contabilidad regular de sus negocios conforme a las prescripciones legales.
- Conserva con acuerdo a la ley la correspondencia y demás documentos en relación con su negocio o actividad.
- Abstenerse de ejecutar actos de competencia desleal.

### Trámites legales de los comerciantes
Para tener derecho a ejercer su actividad de acuerdo con las normas de cada municipio los comerciantes legalmente establecidos o sea los matriculados en las cámara de comercio debe transmitir  los siguientes documentos:
1. El R.U.T ante la DIAN - obtener el N.I.T.
2. La matrícula mercantil ante la cámara de comercio en el registro mercantil.
3. Matrícula de industria y comercio.
4. patente de sanidad es pedida por la secretaria de salud.
5. Certificado del cuerpo de bomberos
6. Certificado por planeación municipal y obras públicas para el estudio del uso del sueldo.
7. Paz y salvo de sayco y acimpro ( pago de derechos de autores e intérpretes de música )